# Alexandra Davies
Pour les articles homonymes, voir Davies.
Alexandra Davies, née le 8 mars 1977 à Newcastle upon Tyne (Royaume-Uni), est une actrice et productrice anglo-australienne de télévision et de cinéma.

## Biographie
Alexandra Davies est née le 8 mars 1977 à Newcastle upon Tyne en Angleterre. Elle est diplômée de l'Université occidentale de Sydney avec un bachelor es arts en interprétation.
Elle se produit dans des séries télévisées et dans des films. En 2003, elle est nommée pour le prix du nouveau talent féminin le plus populaire aux Logie Awards.
Le 2 janvier 2008 elle se marie avec le caméraman Justin Hanrahan, qu'elle a rencontré sur le tournage de All Saints.
En 2016, elle produit et joue aux côtés de Conrad Coleby dans un court-métrage sur les troubles psychiques intitulé Past Imperfect. Davies se base sur sa propre expérience, ayant été diagnostiquée comme sujette aux troubles paniques en 2003. Le film est tourné en trois jours à Canberra avec son mari.

## Filmographie
Sauf indication contraire, les informations mentionnées dans cette section peuvent être confirmées par la base de données cinématographiques IMDb,  présente dans la section « Liens externes ».

### Actrice

#### Cinéma
- 2000 : After the Rain de Mark Lamprell : Sally Hartley
- 2005 : Furtif de Rob Cohen : amie de Ben
- 2006 : Reasons Beyond Me (court métrage) de Dana-Lee Mierowsky Bennett : Ali
- 2009 : X-Men Origins: Wolverine de Gavin Hood : Femme de la Nuit
- 2009 : Fragment de Andrew Miles Broughton : Claire
- 2014 : Past Imperfect (court métrage) de Robb Shaw-Velzen : Helena
- 2015 : Run (court métrage) de Justin Hanrahan et elle-même : Alison Saunders
- 2015 : Distance to Now (court métrage) de Dan Balcaban, Felicity Jurd et Alex Slade : Lacey
- 2016 : Platonic (court métrage) de David Leidy : femme mystérieuse
- 2016 : Seattle Road de Ryan David : Gwen
- 2017 : Weddings Inc. (court métrage) de Kalee StClair : Pamela
- 2019 : The Way We Weren't de Rick Hays : Judy
- 2019 : Gates of Darkness (en) de Don E. FauntLeRoy: Emily
- 2021 : The Dunes de Martin Copping : Mrs. Night

#### Télévision

##### Séries télévisées
- 1993-1995 : Summer Bay (Home and Away) : Danielle / Jillian 'Amber' Williams (2 épisodes)
- 1995 : Echo Point : Anna (saison 1, épisode 67)
- 1999-2008 : All Saints (en) : Cate McMasters / Naomi Collins[2] (137 épisodes)
- 2000 : Brigade des mers (Water Rats) : Elyse Pritchard (saison 5, épisode 5 et 6)
- 2000-2001 : BeastMaster, le dernier des survivants : Zuraya (saison , épisode 12 et saison 3, épisode 7)
- 2001 : Flat Chat : Julie Coyne[2] (13 épisodes)
- 2001 : Talents and Co (Head Start) : Ali (3 épisodes)
- 2002 : Young Lions (en) : Détective senior Donna Parry[2],[1] (22 épisodes)
- 2002-2009 : Le Ranch des McLeod (McLeod's Daughters) : Briony Master[2] / Monique Black (5 épisodes)
- 2003 : Nos vies secrètes (The Secret Life of Us) : Marnie (saison 3, épisode 7)
- 2009 : The Cut : Brandi Holland (saison 1, épisode 5)
- 2013 : Reef Doctors : Gillian (saison 1, épisode 10)

##### Téléfilm
- 2010 : Menace de glace (Arctic Blast) : Emma Tate[2]

### Productrice
- 2015 : Run (court métrage) de Justin Hanrahan et elle-même
- 2015 : Distance to Now (court métrage) de Dan Balcaban, Felicity Jurd et Alex Slade
- 2021 : Everybody Loves Natti (en) (1 épisode)

### Réalisatrice
- 2015 : Run (court métrage) réalisé avec Justin Hanrahan

### Scénariste
- 2015 : Run (court métrage) de Justin Hanrahan et elle-même

## Jeu vidéo
- 2016 : Uncharted 4: A Thief's End : voix multijoueur additionnelles